# Ratnovce
Ratnovce est un village de Slovaquie situé dans la région de Trnava.

## Histoire
Première mention écrite du village en 1240.

## Démographie

### Évolution de la population
| Année:               | 1994. | 2004.   | 2014.   | 2024.   |
| -------------------- | ----- | ------- | ------- | ------- |
| Nombre de personnes: | 960   | 950     | 1027    | 1074    |
| Différence:          |       | -1,04 % | +8,10 % | +4,57 % |

| Année:               | 2023. | 2024.   |
| -------------------- | ----- | ------- |
| Nombre de personnes: | 1082  | 1074    |
| Différence:          |       | -0,73 % |